# Tony Ross
Pour les articles homonymes, voir Ross.
Anthony Lee Ross, dit Tony Ross né le 10 août 1938 à Londres, est un illustrateur et auteur de littérature d'enfance et de jeunesse britannique. 
Après avoir étudié à l'université de Liverpool John-Moores, il se lance dans un prolifique carrière d'illustrateur.
Il a illustré plusieurs romans de Richmal Crompton (série William), Jeanne Willis, Dominique Demers (série Une aventure de Mlle Charlotte), Francesca Simon (série Horrible Henri) ou Paula Danziger (série Lili Graffiti).
Il a reçu le Deutscher Jugendliteraturpreis en 1986.
Il enseigne l'illustration à l'université métropolitaine de Manchester.
Il écrit et illustre seul plusieurs albums. Sa série Petite Princesse a été adaptée sous forme de série télévisée d'animation, Petite Princesse. Avant de devenir auteur illustrateur, il voulait devenir pilote d'avion.

## Œuvres choisies
- Hugo et l’homme qui volait les couleurs (texte français de Claude et Jacqueline Held), Duculot, 1977.
- Hugo et la chaussette magique (texte français de Claude et Jacqueline Held), Duculot, 1978.
- Le Cordonnier qui voulait être riche, Gallimard jeunesse, 1980.
- Mckintosh et l'anniversaire de Suzie, Gallimard jeunesse, 1984.
- Adrien qui ne fait rien, Gallimard, 1986.
- Tristan la teigne, folio Benjamin, 1986.
- Je veux un chat !, Seuil jeunesse, 1989.
- Mon Doudou, Seuil jeunesse, 1990.
- C'est la faute à Edouard, Seuil jeunesse, 1992.
- Alice au pays des merveilles, Hachette jeunesse, 1993.
- De l'autre côté du miroir, Hachette jeunesse, 1993.
- Attends que je t'attrape !, folio Benjamin, 1999.
- C'est parce que... ?, Gallimard jeunesse, 2004.

### Petite Princesse
- Au lit, Petite Princesse !, Hachette jeunesse, 1995.
- Je veux une petite sœur !, Gallimard jeunesse, 1999.
- Je veux mon p'tit pot !, Seuil jeunesse, 2000.
- Je veux grandir !, Gallimard jeunesse, 2000.
- Lave-toi les mains !, Gallimard jeunesse, 2002.
- Je veux de la lumière !, Gallimard jeunesse, 2007.
- Je veux le faire toute seule !, Gallimard jeunesse, 2010.
- Je veux une fête !, Gallimard jeunesse, 2011.
- Je veux ma maman !, Gallimard jeunesse